# Kyle Brodziak
Kyle Brodziak (* 25. Mai 1984 in St. Paul, Alberta) ist ein ehemaliger kanadischer Eishockeyspieler. Der Center bestritt zwischen 2005 und 2019 über 900 Partien für die Edmonton Oilers, Minnesota Wild und St. Louis Blues in der National Hockey League.

## Karriere
Kyle Brodziak begann seine Karriere als Eishockeyspieler bei den Moose Jaw Warriors, für die er von 2000 bis 2004 insgesamt vier Jahre lang in der Western Hockey League aktiv war. In dieser Zeit wurde er im NHL Entry Draft 2003 in der siebten Runde als insgesamt 214. Spieler von den Edmonton Oilers ausgewählt. In seinem letzten WHL-Jahr wurde er zudem in das All-Star-Team der Liga gewählt. Vor der Saison 2004/05 wurde Brodziak in den Kader des Farmteams der Oilers, der Edmonton Road Runners, berufen, für die er die gesamte Spielzeit in der American Hockey League spielte, da die Spielzeit in der National Hockey League schließlich wegen des Lockouts abgesagt wurde.
Während Brodziak in den folgenden beiden Spielzeiten jeweils hauptsächlich für die AHL-Farmteams der Oilers, die Iowa Stars und die Wilkes-Barre/Scranton Penguins spielte, stand er zwischen 2007 und 2009 ausschließlich im NHL-Team der Oilers. Im Rahmen des NHL Entry Draft 2009 wurde er zu den Minnesota Wild transferiert.
Nach sechs Jahren in Minnesota wurde sein Vertrag nach der Saison 2014/15 nicht verlängert, sodass er einen neuen Einjahreskontrakt bei den St. Louis Blues unterzeichnete, der anschließend um zwei weitere Spielzeiten verlängert wurde. Anschließend kehrte er im Juli 2018 als Free Agent zu den Edmonton Oilers zurück und unterzeichnete dort einen Zweijahresvertrag. Diesen erfüllte er allerdings nicht, da eine Rückenverletzung ihn im Sommer 2019 zwang, seine aktive Karriere zu beenden. Im Februar 2020 wurde sein noch laufender Vertrag im Zuge des Transfers von Mike Green an die Detroit Red Wings abgegeben.

## Erfolge und Auszeichnungen
- 2004 WHL East First All-Star Team
- 2004 CHL Second All-Star Team

## Karrierestatistik
(Legende zur Spielerstatistik: Sp oder GP = absolvierte Spiele; T oder G = erzielte Tore; V oder A = erzielte Assists; Pkt oder Pts = erzielte Scorerpunkte; SM oder PIM = erhaltene Strafminuten; +/− = Plus/Minus-Bilanz; PP = erzielte Überzahltore; SH = erzielte Unterzahltore; GW = erzielte Siegtore; 1 Play-downs/Relegation; Kursiv: Statistik nicht vollständig)